# Millis (Syria)
Millis (arab. ملَس) – wieś w Syrii, w muhafazie Idlib. W 2004 roku liczyła 2938 mieszkańców.